# Лунин, Александр Михайлович
Александр Михайлович Лунин (15 (26) ноября 1745 — 14 (26) июля 1816) — генерал-поручик, правитель Полоцкого наместничества; действительный тайный советник, председатель московского Опекунского совета, сенатор и мемуарист. Член теоретического градуса и рыцарь Ордена розенкрейцеров.

## Биография
Старший сын тайного советника Михаила Киприановича Лунина и Анны Ивановны, дочери санкт-петербургского генерал-губернатора И. И. Неплюева. Родился в Санкт-Петербурге 15 (26) ноября 1745 года. По семейным преданиям, его крёстным отцом был будущий император Пётр III. Александр Лунин имел четырёх младших братьев: Пётр Михайлович (1746—1822) — генерал-лейтенант, отец певицы Екатерины Риччи, владелец усадьбы на Никитском бульваре; Иван Михайлович; Сергей Михайлович (ум. 16 февраля 1817) — отец декабриста Михаила Лунина; Николай Михайлович. В мемуарах Казановы упоминаются Александр и Пётр Лунины.
В 13-летнем возрасте был записан в лейб-гвардии Измайловский полк.
В начале 1770-х годов А. М. Лунин участвовал в подавлении Польского восстания. Близкий друг семьи, А. И. Бибиков, сообщал его отцу в марте 1772 года, что Александр «находится в Кракове под командою Александра Васильевича Суворова при обложении Краковского замка». За усердие при осаде Краковского замка, в июле 1772 года А. М. Лунин был пожалован гвардии капитаном.
Во время Пугачёвского восстания Лунин был поставлен при Бибикове во главе «Секретной следственной комиссии». Как указывал впоследствии П. И. Бартенев, доверив Лунину столь ответственное поручение, Екатерина II имела в виду «кроме его распорядительности и точности в делах… и то обстоятельство, что он был крестником покойного императора Петра III», лично его знал и мог легко разоблачить в глазах народа самозванного «государя»; дискредитации Пугачёва тогда придавалось не меньшее значение, чем военным действиям против него.
В 1778 году — полковник Рязанского пехотного полка. В 1783 году А. М. Лунин обвенчался с Варварой Николаевной Щепотьевой и стал Мастером стула московской «шотландской» ложи, которую возглавлял Ю. В. Долгоруков. В следующем, 1784 году, его назначили правителем Полоцкого наместничества.
После смерти отца Александр Михайлович Лунин стал владельцем имений в Рязанской губернии — Богородское и Задубровье. В 1782 году он обновил построенную отцом в Богородском церковь. Построенный им в том же имении (ныне Лунино) усадебный дом сохранился до нашего времени.
Выйдя в 1792 году в отставку в чине генерал-поручика Лунин начал обустраивать свои рязанские имения, а также приобретённый в Москве, на Сретенке, дом Мещерских. Решив завести собственное производство кирпича и черепицы, он перевёл польскую книгу об устройстве обжигательной печи, за которую получил от Вольного экономического общества золотую медаль и был принят в члены общества. В 1807 году он был избран главным директором Общества. Желая возродить отцовский конный завод, он приобрёл в Полоцке двух жеребцов польской породы и у жившего в России англичанина И. А. Томпсона намеревался купить английских лошадей.
Благодаря «милости и благорасположению» вдовствующей императрицы Марии Фёдоровны, заведовавшей всеми богоугодными заведениями, в правление её старшего сына Лунин — попечитель Опекунского совета, директор Павловской больницы; управлял Вдовьим домом, служил в Сенате. Оставил после себя мемуары, доведя описываемые в них события до 1812 года.
Умер в Москве 14 (26) июля 1816 года, похоронен а своем рязанском имение Богородское.

## Семья
Жена (с 25 января 1783 года) — Варвара Николаевна Щепотьева (ум. 16.04.1812), дочь Николая Алексеевича Щепотьева (1715—1776). Венчались в Москве в церкви Архангела Гавриила на Чистых прудах; за заслуги мужа 18 апреля 1809 года пожалована в кавалерственные дамы ордена Св. Екатерины (малого креста). По воспоминаниям Е. П. Яньковой, была «милой и доброй старушкой с приятным лицом, с голубыми, очень приветливыми глазами и ласковой улыбкой. Она была довольно худощава и желта лицом, но по старой привычке густо румянилась. Муж её до последнего продолжал пудриться, был очень воспитан и учен; в обхождении не очень общителен, но впрочем, прилично учтив, в домашнем быту был характера не совсем покладистого, крутого и настойчивого». В браке имели детей:
- Михаил (05.01.1785—18.12.1790), родился в Москве, умер в Полоцке.
- Варвара (01.12.1786— после 1821), родилась в Полоцке, фрейлина (с 30.01.1811), в замужестве за титулярным советником Иваном Ивановичем Краузен. Была настолько дурна собой, что о ней при дворе ходили анекдоты[8].
- Анна (19.08.1787—26.01.1840[9]), родилась в Полоцке, страдала многочисленными недугами, была благочестива и богомольна, последние годы жила в Троицкой лавре, где и похоронена (за алтарём Успенского собора).
- Николай (23.04.1789—1840), коннозаводчик, тайный советник.
- Александр (20.03.1790—25.07.1791)
- Елена (22.08.1791—1863), родилась в Москве, крещена при восприемстве дяди Петра Михайловича Лунина и тетки Елены Николаевны Щепотьевой; замужем за сенатором Петром Семёновичем Полуденским (1777—1852); у них сын Михаил[10].
- Анастасия (26.11.1793—после 1819), родилась в Москве, крещена при восприемстве брата Николая и тетки Елены Николаевны Щепотьевой, замужем за сенатором Андреем Васильевичем Богдановским.
- Татьяна (03.01.1796—1873), замужем за гвардии поручиком Григорием Сергеевичем Савиным; благотворительница.